# Shane Filan
Shane Steven Filan (ur. 5 lipca 1979 w Sligo) – irlandzki piosenkarz, lider irlandzkiego boysbandu Westlife.

## Życiorys

### Dzieciństwo i edukacja
Shane Filan urodził się 5 lipca 1979 roku w Sligo jako najmłodsze z siedmiorga dzieci Mei i Petera Filan. Ma trzy siostry (Denise, Yvonne, Mairead) i trzech braci (Finbarra, Petera, Liama). Uczęszczał do szkół: Scoil Fatimie, St John’s Primary i Summer Hill College. W młodości często pracował jako kelner w lokalu prowadzonym przez jego rodziców.

## Życie prywatne
28 grudnia 2003 roku Shane wziął ślub z Gillian Walsh. Mają córkę Nicole Rose (ur. 23 czerwca 2005) i dwóch synów: Patricka Michaela (ur. 15 września 2008) i Shane’a Petera (ur. 22 stycznia 2010).